# Pantanada de Tous
La  pantanada de Tous fue la inundación que el 20 de octubre de 1982 afectó a la cuenca del Júcar debido a la rotura de la presa de Tous (Valencia), produciéndose lluvias torrenciales en el resto de la Comunidad Valenciana y Región de Murcia.

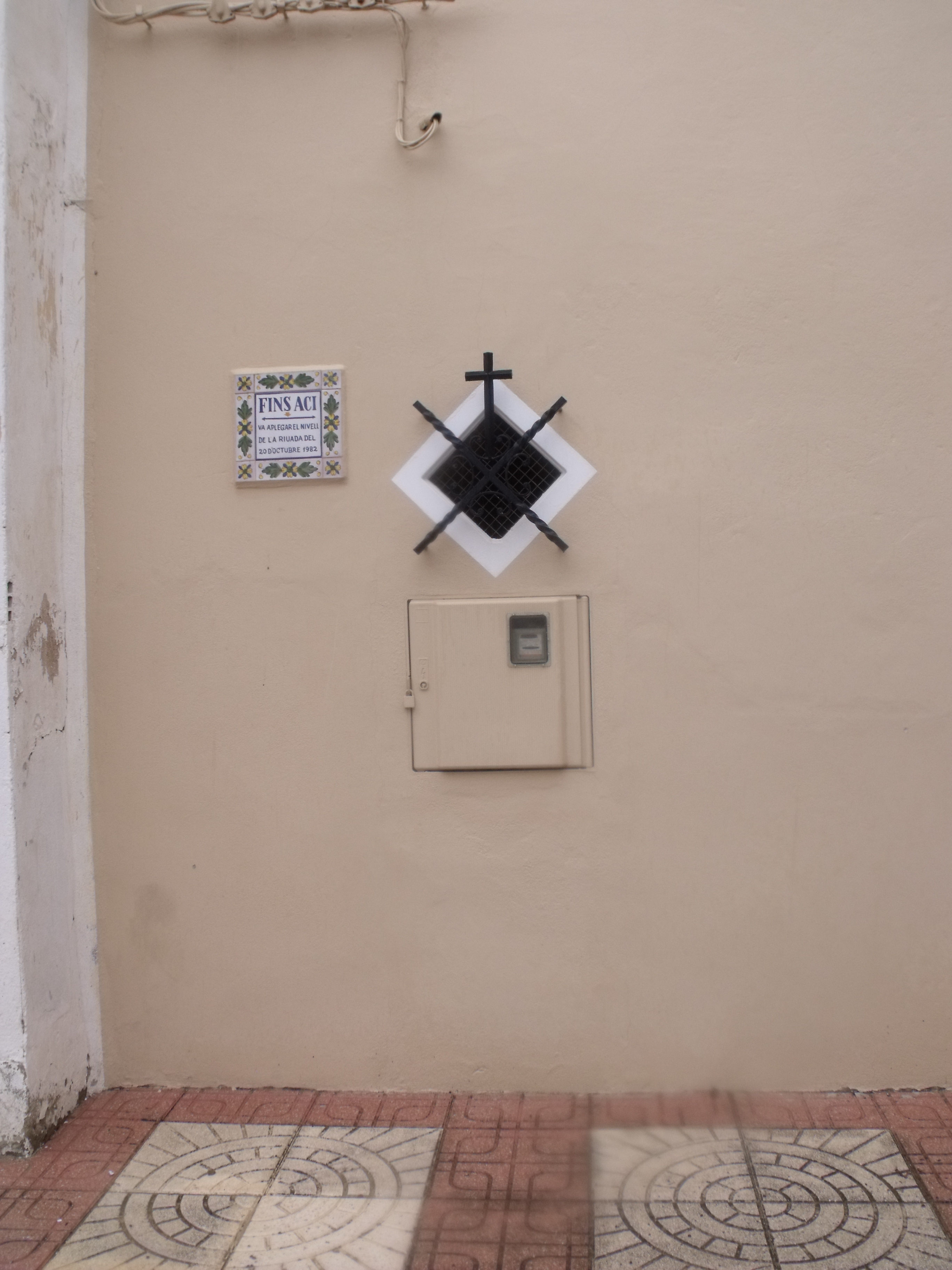
Indicación de la altura alcanzada por las aguas en la fachada de la iglesia de la Concepción de Benimuslem.

El 19 de octubre empezaron las primeras lluvias de entidad a lo largo de la costa mediterránea, debido a la casi estrangulación de una fuerte vaguada en altura sobre la península, la interrupción del flujo de vientos del oeste y la formación de una zona depresionaria al norte de Argel. La noche del 19 al 20 de octubre se formó un impresionante complejo convectivo de mesoescala que permaneció prácticamente estático sobre el levante, provocando un auténtico diluvio que se prolongó a lo largo del día siguiente.

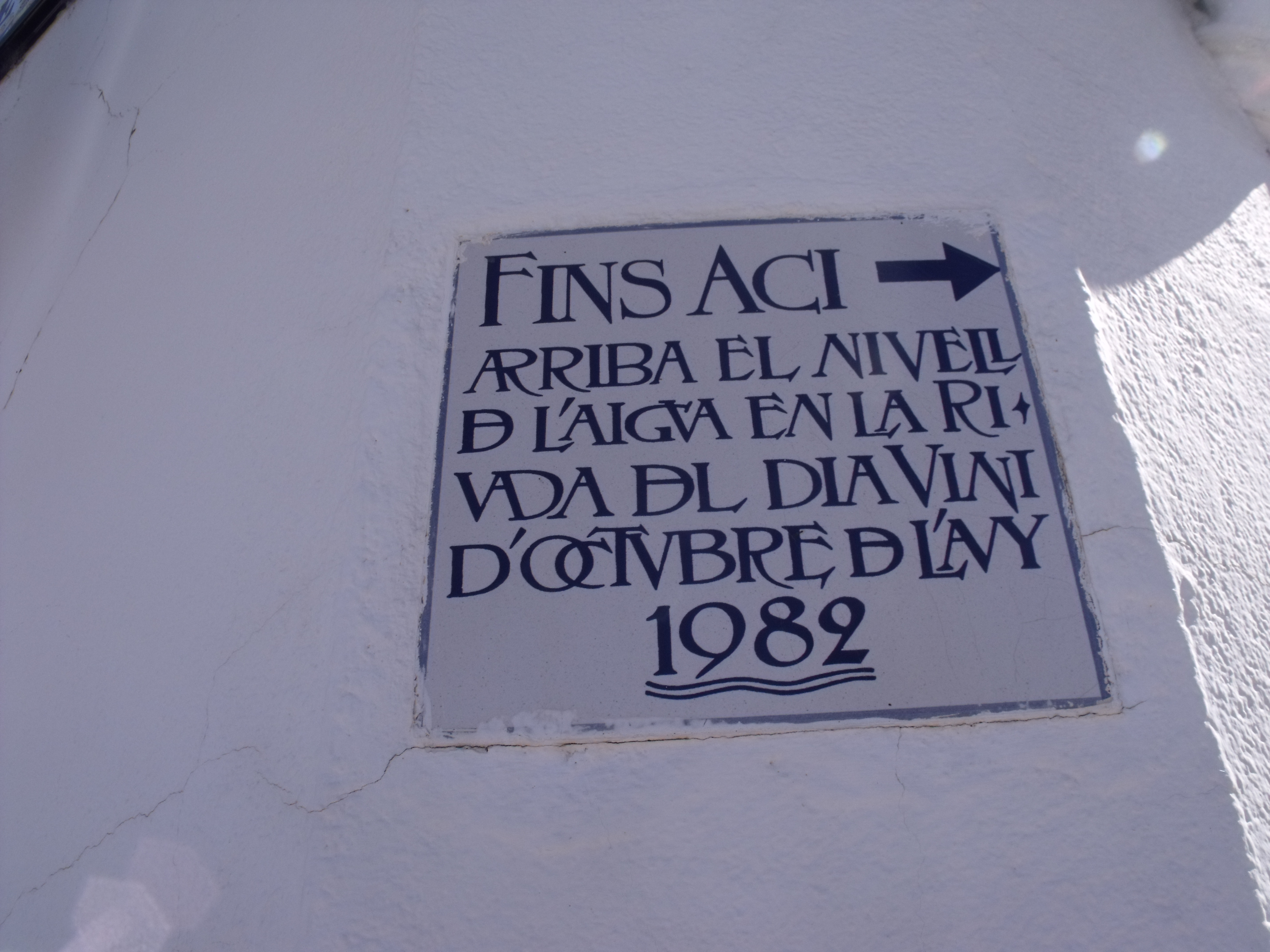
Marca de la altura del agua en la localidad de Càrcer

Las lluvias superaron los 100 mm en la mayor parte de la cuenca del Júcar y los 600 mm en un área de 700 km² aguas arriba del pantano.  Según datos oficiales de las distintas estaciones de la zona y las isoyetas trazadas de acuerdo a ellas, la lluvia precipitada aguas arriba de Tous habría llegado a los 2000 hm³. Esto causó una gran afluencia de agua, y debido a la deficiencia de los muros (construcción de escollera) y ante la imposibilidad de abrir las compuertas, debido a una sucesión de acontecimientos inesperados (pérdida de corriente eléctrica debido a la intensa lluvia y fallo del grupo electrógeno de emergencia por inundación de la sala), la presa de Tous comenzó a desbordarse.
La presa se vino abajo hacia las 19:15h del 20 de octubre, originando una crecida con una punta de 16.000 m³/s, una de las mayores registradas en España, arrasando las comarcas de la Ribera Alta y la Ribera Baja. Si bien la no apertura de las compuertas puede parecer que fuera la causa del derrumbamiento, quizás no se habría podido salvar la presa, porque el caudal de entrada posiblemente superó el caudal de diseño de 7000 m³/s.
En las poblaciones más inmediatas al pantano (Sumacárcel, Gabarda y Benegida) el agua llegó a los ocho metros de altura y la mayor parte de las casas acabaron con graves deficiencias estructurales provocadas por la violencia y la fuerza del agua. Debido a esta situación, y con la intención de proteger a los pueblos con más riesgo de futuras avenidas, se trasladaron los núcleos urbanos de Gabarda y Benegida a zonas más elevadas. En el caso de Benegida, sólo se conserva la iglesia del pueblo. En el caso de Gabarda, la iglesia y algunas casas habitadas se han mantenido en su ubicación. En Sumacárcel no se ha hecho ningún traslado. En ciudades como Carcagente y Alcira se superaron los cuatro metros: el agua llegaba al primer piso de altura en algunos barrios y la población tuvo que refugiarse en las montañas próximas. Los muertos superaron los 30 y los daños materiales fueron muy cuantiosos.
En el caso de Sueca, fue el papel de la albufera el que salvó la ciudad de un más que probable desastre. El río se dividió en dos: una parte continuó su curso normal hacia Cullera, ubicada junto a la desembocadura del río, y el otro brazo de desvió hacia la albufera, por lo que la ciudad quedó completamente aislada como una isla en medio del río. Algunos testigos que ocupaban cargos de responsabilidad afirman que debido a la colaboración entre los alcaldes de Valencia y Sueca, esta ciudad y en general toda la Ribera no sufrió mayores daños, debido a que el alcalde de Sueca, cuando se dio cuenta de la magnitud del problema, solicitó al alcalde de Valencia, en aquella época el socialista Ricard Pérez Casado, que ordenara la apertura de las diferentes golas con que cuenta la Albufera (que son las que se utilizan para dejar salir el agua de esta al mar) y así favorecer una mayor capacidad de desagüe. Esta fue, sin ninguna duda, una de las pocas labores preventivas que se llevaron a cabo ante el aviso de la crecida del río.
Hubo otros dos núcleos de precipitación intensa en la Comunidad Valenciana, donde se superaron los 200 mm: la ciudad de Alicante, donde cayeron 217 mm en pocas horas causando tres muertos, una crecida de 400 m³/s en la Rambla de las Ovejas e inundaciones en el centro y numerosos barrios; y Morella, en el noroeste de la provincia de Castellón, donde el río Bergantes, subafluente del Ebro, experimentó una fuerte crecida. También llovió intensamente en la vecina Región de Murcia y el río Segura se desbordó en la capital, crecida que acabó afectando a la Vega Baja en Alicante.
Las comarcas de la Ribera Alta y Baja fueron socorridas por el ejército, que mandó cientos de efectivos para ayudar a la población a limpiar e intentar recuperar las diferentes poblaciones. Las principales tareas aparte de la limpieza fueron encaminadas a restablecer el agua corriente y la luz eléctrica con la mayor rapidez. En las labores y trabajos de suministro para hacer llegar los primeros víveres al máximo número de personas afectadas también colaboraron diferentes organismos de ayuda al ciudadano, como Cruz Roja y Protección Civil. La población de la Comunidad y del resto de España se solidarizó con los afectados y no dudó en enviar todos los menesteres de primera necesidad que podían. El papa Juan Pablo II aprovechó su viaje apostólico a España días después para visitar a los damnificados.
Tras la catástrofe se mantuvo un largo período de litigios con el Estado para determinar quién era el culpable de las diferentes negligencias que se cometieron en aquellos fatídicos días. Algunos de los afectados no llegaron a ver el caso resuelto por su fallecimiento antes de que hubiera una sentencia firme dictada por el Tribunal Supremo en 1997. Se condenó al Estado a indemnizar con 1,2 millones de euros a las familias de ocho fallecidos.